# Jürgen Wagner
Jürgen Wagner (9 septembre 1901 - 27 juin 1947) était un officier allemand membre de la Waffen-SS durant la Seconde Guerre mondiale. Il fut notamment commandant de la 23e Panzergrenadierdivision de volontaires SS Nederland et reçut la Croix de chevalier de la croix de fer avec feuilles de chêne.

## Biographie
Il rejoint la SS le 15 juin 1931 (membre n ° 23 692) et le NSDAP le 1er novembre 1931 (membre n ° 707 279).
À partir du 8 juillet 1933, il fait partie du SS Sonderkommando "Jüterbog", une division précurseure de la Leibstandarte SS Adolf Hitler, dans laquelle il fait carrière rapidement.
Au cours de la campagne balkanique en avril 1941, il commande le régiment SS "Germania" au sein de la 5e division Panzer SS "Wiking".
En avril 1944, Wagner est promu SS-Brigadeführer und Generalmajor der Waffen-SS et reçoit le commandement de la 4e SS Polizei Division. En août 1944, Wagner commande un kampfgruppe contre l’offensive soviétique de Tartu sur le 3e front de la Baltique.
Wagner se rendit aux troupes américaines à Tangermünde en mai 1945. Il est extradé vers la Yougoslavie en 1947 et jugé devant le tribunal militaire de la 3e Armée yougoslave du 29 mai au 6 juin 1947 à Zrenjanin. Il est accusé d'avoir ordonné l'ordre d'exécution de nombreux civils yougoslaves en 1941. Reconnu coupable, il est condamné à mort et fusillé par un peloton d'exécution  le 27 juin 1947.

## Décorations
- Croix de fer (1939) de 2e classe (16 mai 1940) et de 1re classe (1er juillet 1940)
- Croix allemande en Or le 8 décembre 1942, comme SS-Standartenführer et commandant de la SS-Infanterie-Regiment "Germania"
- Croix de chevalier de la croix de fer avec feuilles de chêne
  - Croix de chevalier le 24 juillet 1943, comme SS-Oberführer et commandant de la SS-Panzergrenadier-Regiment "Germania"
  - 680e Croix avec feuilles de chêne le 11 décembre 1944, comme SS-Brigadeführer, Generalmajor der Waffen-SS et commandant de la 34. SS-Freiwilligen-Panzergrenadier-Brigade "Nederland"